# Xanthodes imitata
Xanthodes imitata är en fjärilsart som beskrevs av Moore 1884. Xanthodes imitata ingår i släktet Xanthodes och familjen trågspinnare. Inga underarter finns listade i Catalogue of Life.